# Juliusz Pryjma
Juliusz Roman Pryjma (ur. 16 marca 1944 w Krakowie, zm. 2 września 2019) – polski biochemik, prof. dr hab.

## Życiorys
Ukończył Akademię Medyczną w Krakowie (1968), po studiach był lekarzem stażystą w Państwowym Szpitalu dla Nerwowo i Psychicznie Chorych w Krakowie-Kobierzynie. Od 1969 był związany zawodowo z macierzystą uczelnią, z przerwą w latach 1975–1982, kiedy kierował Zakładem Immunologii Układu Oddechowego Dzieci i Młodzieży Instytutu Matki i Dziecka w Oddziale Terenowym w Rabce. Uzyskał stopień doktora habilitowanego, a 24 kwietnia 1990 nadano mu tytuł profesora w zakresie nauk medycznych. Pracował w Polskim i Amerykańskim Instytucie Pediatrii na Wydziale Lekarskim Collegium Medicum Uniwersytetu Jagiellońskiego.
Objął funkcję profesora zwyczajnego w Zakładzie Immunologii na Wydziale Biochemii, Biofizyki i Biotechnologii Uniwersytetu Jagiellońskiego, oraz był członkiem  Komitetu Immunologii i Etiologii Zakażeń Człowieka V i VI Wydziału Nauk Medycznych Polskiej Akademii Nauk.
Zajmował się mikrobiologią i immunologią, prowadził badania m.in. w zakresie ekologii flory przedsionka nosa oraz mechanizmu indukcji i regulacji odpowiedzi immunologicznych typu humoralnego.
Był członkiem Polskiego Towarzystwa Immunologicznego, w tym wieloletnim przewodniczącym oddziału krakowskiego. Należał do Stronnictwa Demokratycznego.
Pochowany na cmentarzu wojskowym przy ul. Prandoty w Krakowie (kw. LXXIX-8-55).

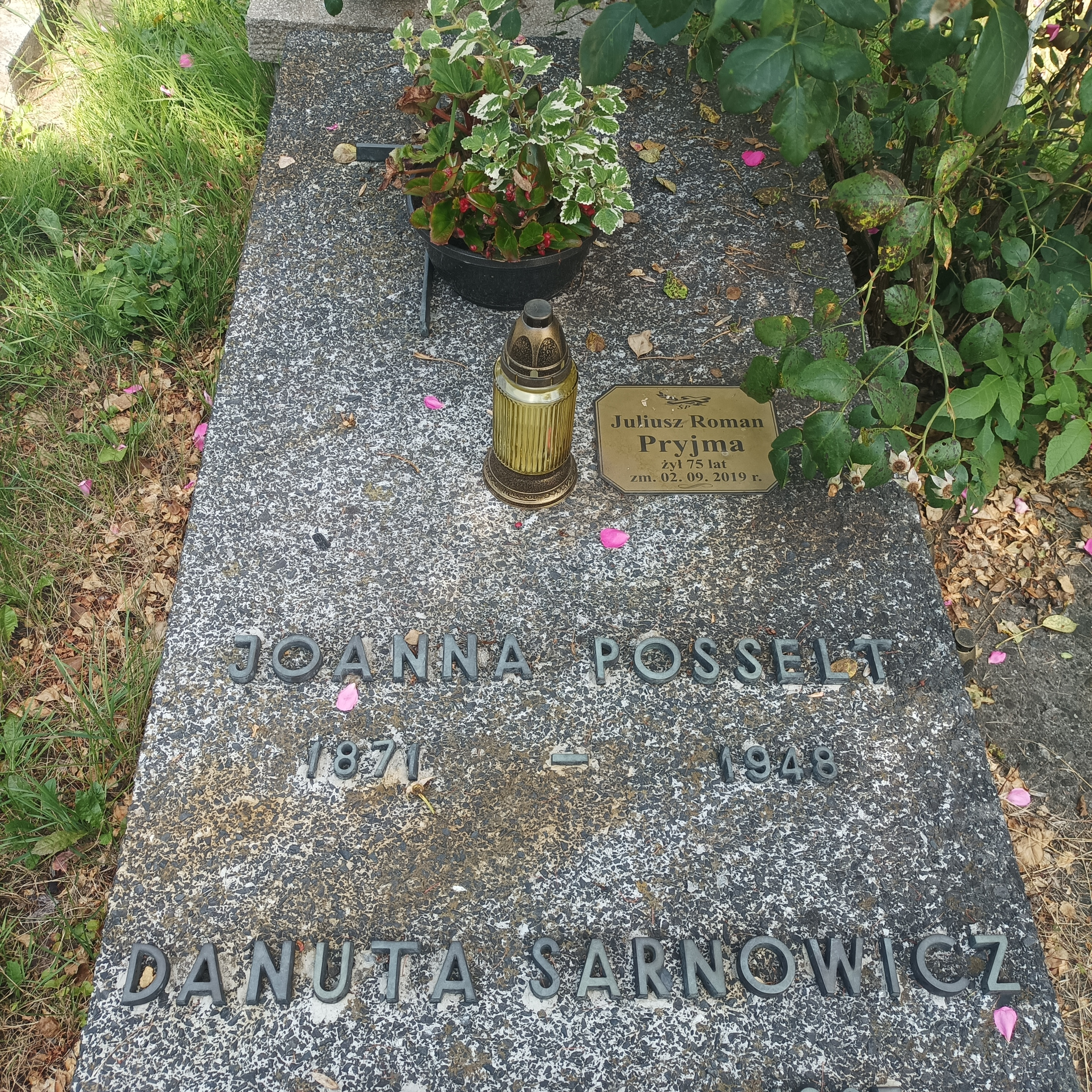
Grób prof. Juliusza Pryjmy na cmentarzu wojskowym przy ul. Prandoty w Krakowie

## Publikacje
- 1997: A Fcγ receptor I (CD64)-negative subpopulation of human peripheral blood monocytes is resistant to killing by antigen-activated CD4-positive cytotoxic T cells[2]
- 2005: beta-carotene stimulates chemotaxis of human endothelial progenitur cells[2]
- 2005: SEB-induced T cell apoptosis in atopic patients - correlation to clinical status and skin colonization by Staphylococcus aureus[2]
- 2014: Characterization of the impairment of the uptake of apoptotic polymorphonuclear cells by monocyte subpopulations in systemie lupus erythematosus[2]
- 2016: Heterogeneity of peripheral blood monocytes, endothelial dysfunction and subclinical atherosclerosis in patients with Systemie Lupus Erythematosus[2]